# Monica Valen
Monica Valen (Porsgrunn, Telemark, 15 de setembre de 1970) va ser una ciclista noruega. L'any 1994 va guanyar el Campionat del Món en ruta. També ha aconseguit cinc cops el campionat nacional en ruta i tres més el de contrarellotge. Va participar en els Jocs Olímpics d'Estiu de 1992 i del 2000.
És coneguda també amb el nom de Monica Valvik després del seu casament amb l'atleta Svein Inge Valvik.
La seva germana Anita també s'ha dedicat al ciclisme professionalment.

## Palmarès
- 1987
  -  Campiona de Noruega en ruta júnior
- 1992
  -  Campiona de Noruega en ruta
  -  Campiona de Noruega en contrarellotge
  - 1a a Tygrikeskupen i vencedora de 5 etapes
  - Vencedora de 2 etapes al Tour de la CEE
- 1993
  -  Campiona de Noruega en ruta
  -  Campiona de Noruega en contrarellotge
  - 1a a la Volta a l'Oest de Noruega i vencedora de 2 etapes
  - Vencedora de 3 etapes als Tres dies de la Vendée
  - Vencedora de 3 etapes a Tygrikeskupen
- 1994
  -  Campiona del món en ruta
  -  Campiona de Noruega en ruta
  - Vencedora d'una etapa al Tour de l'Aude
  - Vencedora de 3 etapes al Gran Premi del Cantó de Zuric
- 1995
  - Vencedora d'una etapa al Giro d'Itàlia
  - Vencedora d'una etapa a la Volta a Mallorca
- 1997
  -  Campiona de Noruega en ruta
  -  Campiona de Noruega en contrarellotge
  -  Campiona de Noruega en critèrium
  - Vencedora d'una etapa a la Volta a Turíngia
- 1998
  -  Campiona de Noruega en ruta
  - Vencedora de 2 etapes al Tour de la Drome
  - Vencedora d'una etapa al Tour de Bretanya
- 2000
  -  Campiona de Noruega en critèrium
  - 1a al Tour de Bretanya i vencedora de 2 etapes